# 605 Juvisia
605 Juvisia è un asteroide della fascia principale del diametro medio di circa 69,86 km. Scoperto nel 1906, presenta un'orbita caratterizzata da un semiasse maggiore pari a 2,9969423 UA e da un'eccentricità di 0,1419525, inclinata di 19,66083° rispetto all'eclittica.
Il suo nome è un omaggio alla città francese di Juvisy-sur-Orge, sede dell'osservatorio di Camille Flammarion.